# Méréville, Essonne
Méréville là một xã ở tỉnh Essonne thuộc vùng Île-de-France miền bắc nước Pháp. It contains the Château de Méréville, with its famous 1786 landscape park.
The river Juine flows northward through the eastern part of the commune and crosses the village.
Theo điều tra dân số năm 1999, dân số xã này là 3.066.
Danh xưng cư dân địa phương Méréville trong tiếng Pháp là Mérévillois.